# Józef Bilewski
Józef Bilewski, do 1938 Baran (ur. 4 marca 1899 w Racławówce, zm. 16 lub 17 kwietnia 1940 w Katyniu) – polski lekkoatleta, olimpijczyk, kapitan artylerii Wojska Polskiego, mistrz Polski w rzucie dyskiem i pchnięciu kulą, ofiara zbrodni katyńskiej.

## Rodzina
Był synem Tomasza Barana i Zofii z domu Gubernat. Miał trzech braci (Jana, Antoniego i Stanisława) oraz trzy siostry (Zofię, Marię i Annę). Wszyscy byli uzdolnieni sportowo. Jego żoną była Halina Maria z Witosławskich.

## Służba wojskowa
W czasie I wojny światowej (od marca 1917 do 2 listopada 1918) służył w cesarskiej i królewskiej Armii. Początkowo w 17 pułku piechoty, a następnie w 56 pułku artylerii ciężkiej. W 1918 ukończył Szkołę Oficerów Rezerwy w Ołomuńcu.
W listopadzie tego roku wstąpił na ochotnika do Wojska Polskiego. Podczas wojny polsko-ukraińskiej w szeregach Pułku Piechoty Ziemi Rzeszowskiej wziął udział w obronie Lwowa. Po zakończeniu wojny z bolszewikami został przeniesiony do 6 pułku artylerii ciężkiej we Lwowie. Od 1 sierpnia 1920 do 15 lutego 1921 ukończył II kurs zawodowy w Szkole Podchorążych Artylerii w Poznaniu, jednocześnie będąc instruktorem sportowym. Awansowany do stopnia podporucznika z dniem 1 marca 1921, pozostał w szkole. Po rozwiązaniu Szkoły Podchorążych Artylerii w grudniu 1921 i przeniesieniu jej kadry do nowo utworzonego Obozu Szkolnego Artylerii w Toruniu, pełnił tam również funkcję instruktora sportowego. W 1922 uzyskał maturę w Gimnazjum Klasycznym i Realnym w Toruniu i przeniesienie do 5 pułku artylerii polowej we Lwowie na stanowisko dowódcy baterii. Na stopień porucznika awansował ze starszeństwem z 1 czerwca 1921. W 1924 pełnił służbę w Centrum Wyszkolenia Strzeleckiego Piechoty (Centralnej Szkole Strzelniczej). W latach 1925–1926 był słuchaczem kursu w Centralnej Wojskowej Szkole Gimnastyki i Sportów w Poznaniu. Po ukończeniu kursu kierował wychowaniem fizycznym w Dowództwie Okręgu Korpusu Nr VI we Lwowie. W kwietniu 1928 został przeniesiony do kadry oficerów artylerii z równoczesnym przydziałem do Centralnej Wojskowej Szkoły Gimnastyki i Sportów w Poznaniu na stanowisko dowódcy kompanii szermierczej. W następnym roku został przeniesiony do nowo powstałego Centralnego Instytutu Wychowania Fizycznego w Warszawie, gdzie w 1932 ukończył kursy, a następnie pracował tam jako wykładowca lekkoatletyki i gier sportowych, zaś również w 1932 ukończył kurs gimnastycznych BRUKHLA w Ollerup (Dania). Ponadto wykładał na Wydziale Mechanicznym Państwowej Wyższej Szkoły Budowy Maszyn i Elektrotechniki im. E. Wawelberga i S. Rotwanda. Na stopień kapitana awansował ze starszeństwem z 1 stycznia 1932. W marcu 1939 pełnił służbę w Akademii Wychowania Fizycznego Józefa Piłsudskiego w Warszawie na stanowisku kierownika oddziału cywilnego.
Wobec zagrożenia konfliktem zbrojnym 24 sierpnia 1939 zgodnie z przydziałem mobilizacyjnym udał się do Włodzimierza Wołyńskiego. Po wybuchu II wojny światowej 1939 i agresji ZSRR na Polskę z 17 września 1939, 20 września w nieznanych okolicznościach dostał się do niewoli sowieckiej. Najpierw trafił do obozu przejściowego w Szepetówce, a stamtąd do obozu jenieckiego w Kozielsku. 15 kwietnia 1940 przekazano go do dyspozycji naczelnika Zarządu NKWD Obwodu Smoleńskiego. 16 lub 17 kwietnia 1940 został zamordowany przez funkcjonariuszy NKWD w Katyniu i tam pogrzebany w bezimiennej mogile zbiorowej, gdzie od 28 lipca 2000 mieści się oficjalnie Polski Cmentarz Wojenny w Katyniu.  
W Lesie Katyńskim prowadzone były ekshumacje i prace archeologiczne. W 1943 jego ciało zidentyfikowano podczas ekshumacji prowadzonych przez Niemców pod numerem 1856. Przy zwłokach Józefa Bilewskiego zostały odnalezione: legitymacja oficerska, karta szczepień, wizytówki oraz fotografie. Figuruje na liście wywózkowej 029/1 z kwietnia 1940. 

## Kariera sportowa
Był zawodnikiem Resovii, sekcji lekkoatletycznej Pogoni Lwów, AZS Poznań i CWKS Legia Warszawa. Został dwukrotnym złotym medalistą mistrzostw Polski w pchnięciu kulą (1922 i 1926) i w rzucie dyskiem (1926, 1927 i 1929) oraz szesnastokrotnym rekordzistą Polski w obu dyscyplinach. W 1928 uczestniczył w Letnich Igrzyskach Olimpijskich w Amsterdamie. Zajął 18 miejsce (41,77 m) w rzucie dyskiem. Cztery lata później był kierownikiem polskiej grupy lekkoatletycznej na Letnich Igrzyskach Olimpijskich w Los Angeles. W kierowanej przez niego grupie znalazło się dwoje mistrzów olimpijskich: Stanisława Walasiewicz i Janusz Kusociński. Po zakończeniu czynnej kariery sportowej rozpoczął pracę trenerską i sędziowską. Był działaczem Polskiego Związku Lekkiej Atletyki i Polskiego Związku Olimpijskiego. Publikował artykuły w „Przeglądzie Sportowym” i był współautorem podręczników sportowych.

## Upamiętnienie

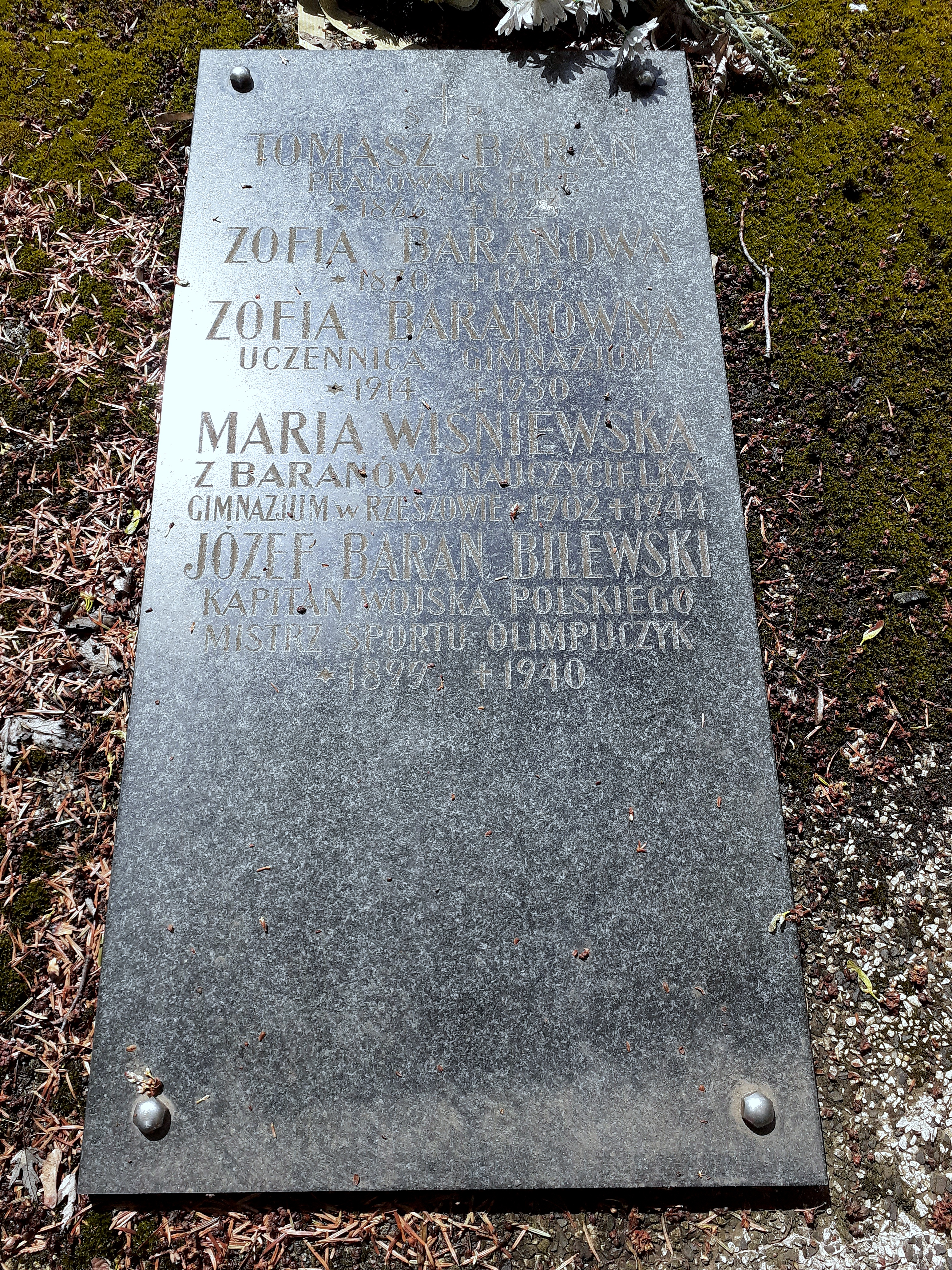
Symboliczne upamiętnienie Józefa Barana Bilewskiego na grobowcu rodzinnym na Cmentarzu Pobitno w Rzeszowie.

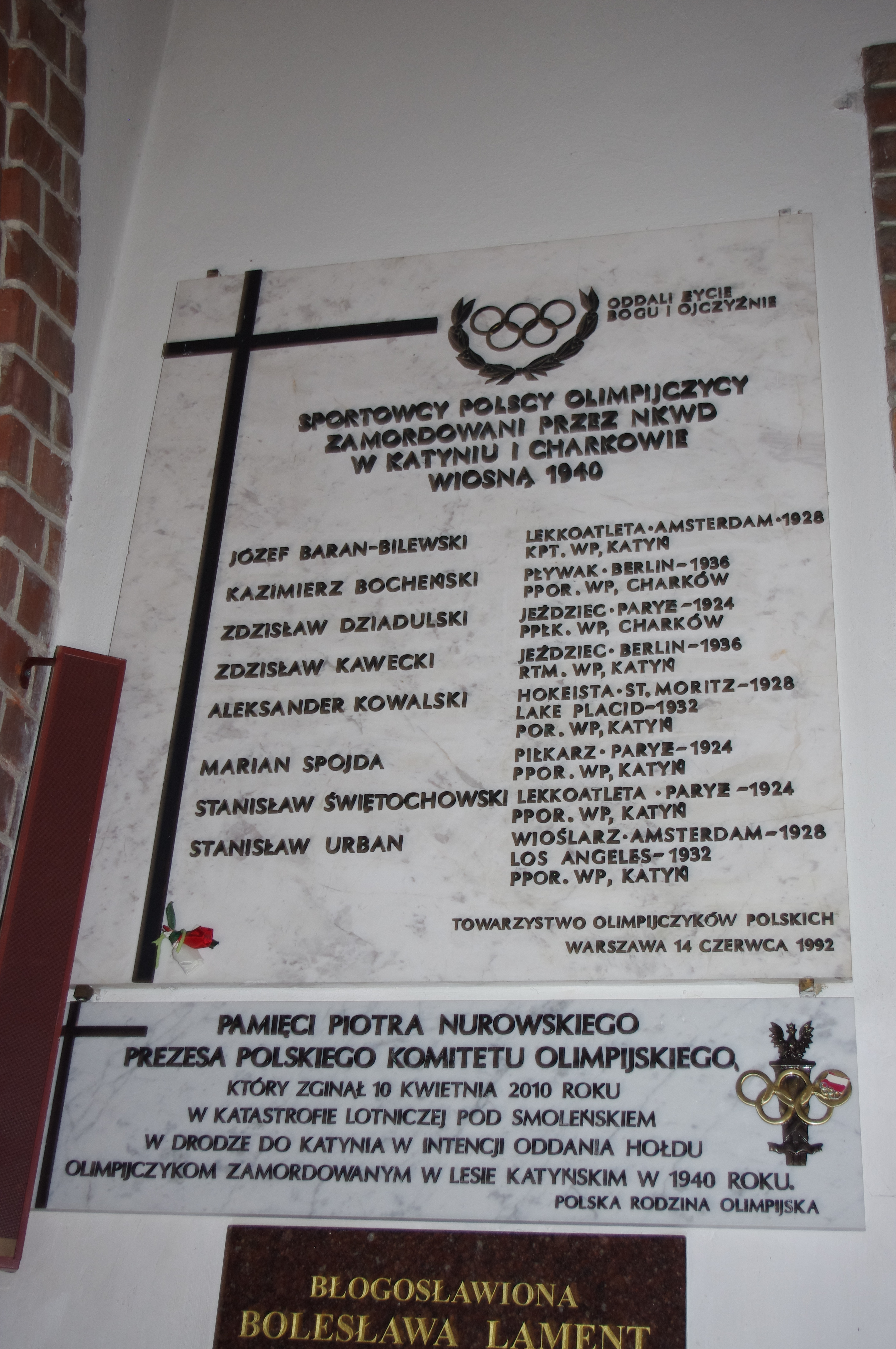
Tablica upamiętniająca polskich olimpijczyków pomordowanych przez NKWD w bazylice katedralnej św. Michała i św. Floriana w Warszawie.

Został upamiętniony symboliczną inskrypcją na grobowcu rodzinnym na Cmentarzu Pobitno w Rzeszowie.
5 października 2007 minister obrony narodowej Aleksander Szczygło mianował go pośmiertnie na stopień majora. Awans został ogłoszony 9 listopada 2007 w Warszawie, w trakcie uroczystości „Katyń Pamiętamy – Uczcijmy Pamięć Bohaterów”.
24 kwietnia 2008, w ramach akcji „Katyń... pamiętamy” / „Katyń... Ocalić od zapomnienia”, przy Stadionie Wojska Polskiego w Warszawie, na którym mecze rozgrywa KP Legia Warszawa, został zasadzony Dąb Pamięci, honorujący Józefa Bilewskiego.
Józefowi Bilewskiemu został poświęcony jeden z odcinków filmowego cyklu dokumentalnego pt. Epitafia katyńskie (2010).

## Ordery i odznaczenia
- Srebrny Krzyż Zasługi (1931)[10]
- Medal Pamiątkowy za Wojnę 1918–1921[31]
- Medal Dziesięciolecia Odzyskanej Niepodległości[31]
- Srebrny Medal za Długoletnią Służbę[31]
- Brązowy Medal za Długoletnią Służbę[31]
- Odznaka Honorowa „Orlęta”[5]